# Borgen, Akershus
Borgen är en tätort i Ullensakers kommun i Akershus fylke i sydöstra Norge. Orten ligger vid fylkesväg 1554, på norra sidan av Europaväg 16, sydöst om staden Jessheim.